# 投马国
投马国是3世纪存在于日本列岛的倭国诸国之一。
根据《魏志倭人传》的记载，投马国有5万余户人家，其主官称为“弥弥”，副官称为“弥弥那利”。从不弥国向南走水路20天，可以抵达投马国；从投马国向南走水路10天，或走陆路1个月，可以抵达邪马台国。